# 木下光男
木下 光男（きのした みつお、1946年1月1日-2013年7月9日 ）は、日本の経営者。トヨタ自動車副社長、豊田通商会長を務めた。愛知県出身。

## 来歴・人物
1968年に東京大学法学部を卒業し、同年にトヨタ自動車に入社した。1997年7月に取締役に就任し、2003年6月に専務を経て、2005年6月に副社長に就任した。2010年6月から2012年6月までに豊田通商会長を務めた。
2003年から05年、中部実業団陸上競技連盟会長。
2013年7月9日、筋萎縮性側索硬化症のために死去。67歳没。